# مالا پلانا (پروکوپیه)
مالا پلانا (به صربی: Mala Plana) یک منطقهٔ مسکونی در صربستان است که در پروکوپلیه واقع شده‌است. مالا پلانا ۶۰۸ نفر جمعیت دارد.